# بایرن‌ال‌بی
بایرن‌ال‌بی (انگلیسی: BayernLB) شرکت خدمات مالی و بانکداری آلمانی است، که در سال ۱۹۷۲ تأسیس شد.